# Коронахвостая бойцовая рыбка

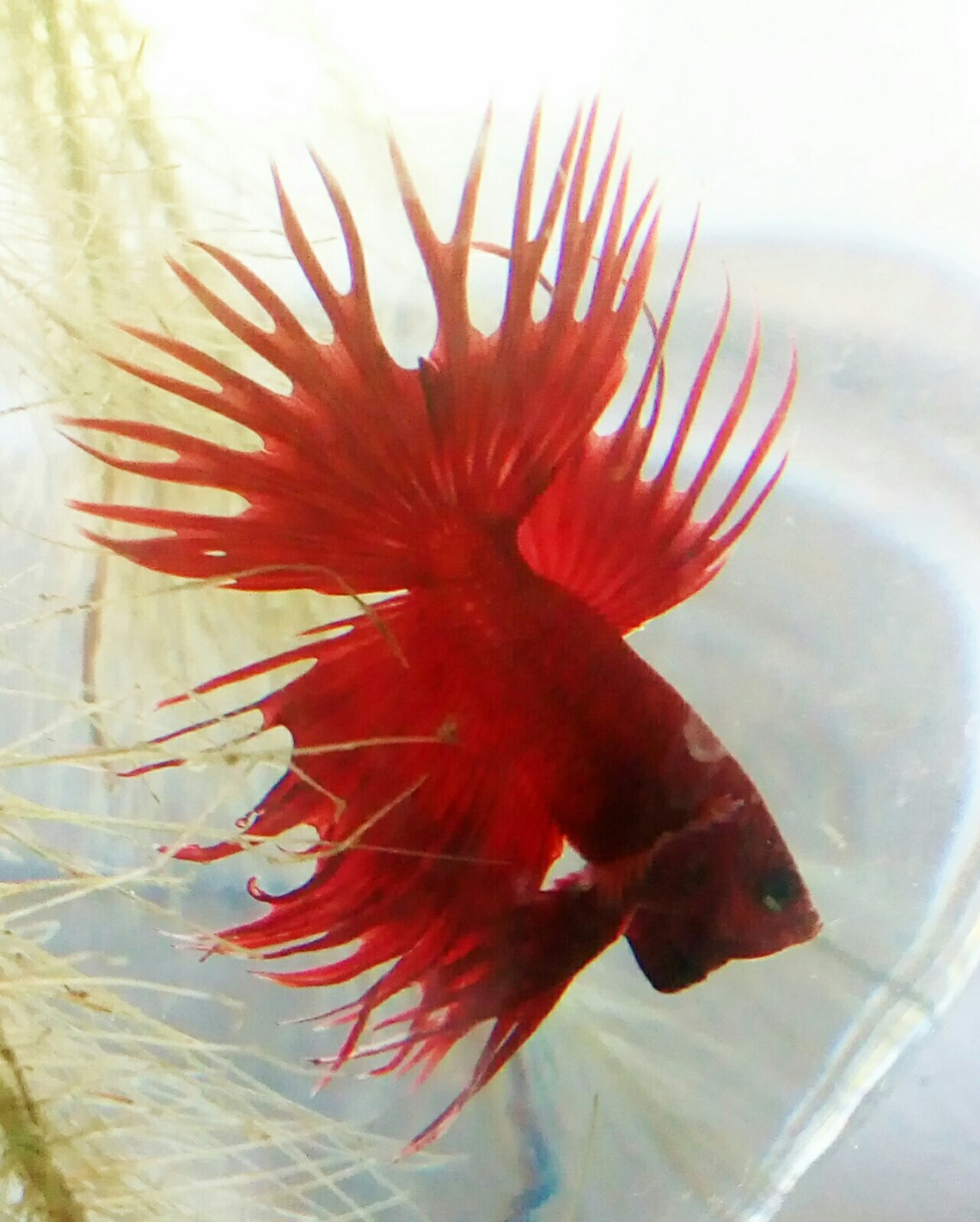
Самец коронахвостого петушка в возбуждённом состоянии

Коронохво́стая бойцо́вая рыбка (лат. Betta splendens varr. „Crowntail“) — одна из искусственно культивированных породных разновидностей, полученной при селекционном отборе и разведении дикой формы сиамских бойцовых рыбок (лат. Betta splendens).

## Этимология
Своё именование получили за особую форму великолепно вуалевого и большого, иссечённого хвостового плавника в виде лучей царской короны, отличающихся от форм и размеров плавников иных представителей данного вида.

## Иные наименования
Коронахвостый петушок.

## Условия содержания

### Размножение
Размножение такое же, как и обычных лабиринтовых рыб — гурами, лялиусов, петушков и макроподов. При подборе пар обращают внимание на особенности цвета и размера бойцовых рыбок, дабы не нарушать статей породы.